# Jacques Brissot
Jacques Pierre Brissot (ur. 15 stycznia 1754 r. w Chartres, zm. 31 października 1793 r. w Paryżu) – francuski polityk, prawnik i filozof, czołowa postać ruchu żyrondystów, autor antyklerykalnego utworu pt. Sąd nad Rzymem czyli unicestwienie władzy prawodawczej papieża.

## Życiorys
Urodził się we Francji, w miejscowości Chartres, skąd wyjechał do Paryża, aby pobierać nauki prawnicze. Jego pierwsze prace Théorie des lois criminelles (1781) oraz Bibliothèque philosophique du législateur (1782) pokazały jego zainteresowanie teoriami Jeana-Jacques'a Rousseau z dziedziny etyki i filozofii. Brissot zdobył sławę jako pisarz, zatrudniony był m.in. w gazetach Mercure de France i Courrier de l'Europe. Jego plan współpracy wszystkich intelektualistów w Europie, który przedstawił na łamach angielskiej gazety Journal du Lycée de Londres nie powiódł się i po powrocie do Francji został osadzony w Bastylii pod zarzutami pisania prac przeciwko rządowi. W latach 1790–91 był przewodniczącym grupy Stowarzyszenia Society of the Friends of the Blacks, która buntowała się przeciwko wyzyskowi i niewolnictwu czarnoskórej ludności. Jako wysłannik stowarzyszenia odbył podróż do Stanów Zjednoczonych (1791 r.) aby głosić hasła swojej organizacji. Wielką rolę Brissot odegrał w czasie rewolucji francuskiej. W roku 1789 był w gronie rewolucjonistów którzy zdobyli Bastylię (otrzymał do niej klucze). W 1791 r. po uchwaleniu we Francji konstytucji zasiadł w Zgromadzeniu Prawodawczym zwanym Legislatywą. Zasiadał w lewicowym skrzydle jako przywódca żyrondystów. Po upadku monarchii konstytucyjnej i ogłoszeniu Republiki, 22 września 1792 r. Zgromadzenie zostało zmienione w Konwent Narodowy, a żyrondyści zmienili stronę na prawicę. Brissot przyczynił się do wypowiedzenia wojny Austrii oraz Wielkiej Brytanii, jednak jego deklaracje miały bardziej charakter rewolucyjnej propagandy – hasło niesienia światła rewolucji innym narodom. W 1793 r. w czasie terroru jakobinów (ugrupowania, z którego wywodzili się żyrondyści, później lewicowego skrzydła przeciwnego im) został skazany na śmierć i zgilotynowany w Paryżu.

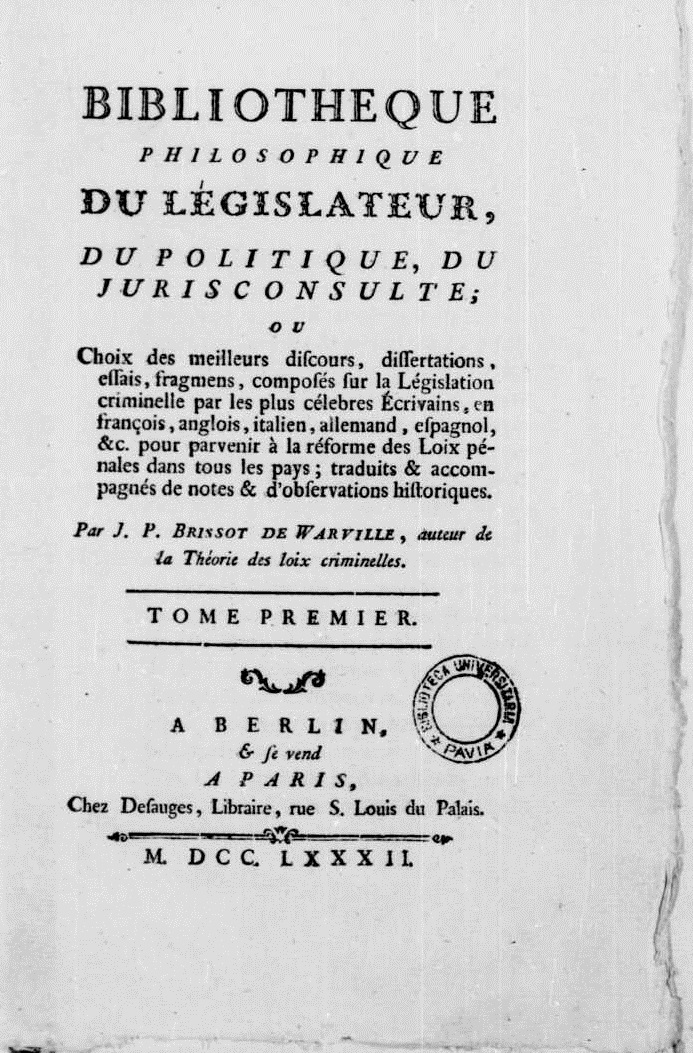
Bibliothèque philosophique du Législateur, du Politique, du Jurisconsulte, 1782

Pochodził z wielodzietnej rodziny, miał łącznie szesnaścioro rodzeństwa. Brissot pozostawał w złych stosunkach z ojcem co doprowadziło do chęci szybkiego usamodzielnienia się. Do piętnastego roku życia kształcił się w szkole miejscowej, potem przez jakiś czas u boku swego wuja księdza, jednak szybko zdecydował się podjąć pracę w kancelarii adwokackiej w Chartes, a następnie w Paryżu. Ten filozof epoki rewolucyjnej posiadał budzące podziw wykształceniem w różnych dziedzinach wiedzy, między innymi władał czterema językami. Jednak swoje umiejętności zawdzięczał głównie swoim zdolnościom samouka. Z zamiłowaniem pochłaniał dzieła wielkich filozofów jednak największy wpływ wywarła na nim filozofia Rousseau.
Całkiem szybko Brissot porzucił karierę prawniczą na rzecz filozofii. W latach osiemdziesiątych starał się utrzymać z pracy pisarskiej jednak dochody starczały mu jedynie na podstawowe potrzeby. W końcu wydał swoją pierwszą książkę walczącą z ówczesnym ustrojem Theorie des loies criminelles, która zaprzepaściła jego szanse na karierę prawniczą jednak zakwalifikował go do grona filozofów oświecenia francuskiego. W wieku dwudziestu siedmiu lat wziął ślub ze swoją młodzieńczą miłością Felicite Dupont. W tym czasie Brissot utrzymywał bliskie kontakty z elitą intelektualną, między innymi z Beniaminem Franklinem, Benthmem, Turgotem i Neckerem. Szerokie znajomości nie pomogły mu jednak w utrzymaniu stabilnej i godnej pozycji finansowej, gdyż całą swą pracę wkładał w patriotyzm i przedsięwzięcia reformatorskie.
Przed wybuchem rewolucji ów rewolucjonista podróżował w celu znalezienia większych możliwości dla zrealizowania swoich przekonań udał się między innymi do Londynu, z którego chciał uczynić stolicę ludzi postępu. W tym celu wydał pismo Journal de Lycee de Londres, oraz powołał ośrodek kształcący zdolną młodzież. Oba przedsięwzięcia zakończyły się niepowodzeniem, co wpędziło filozofa w jeszcze większe długi i wpłynęły na spadek jego morali.
Po powrocie z Paryża Brissot rzucił się w wir pracy pisarskiej, pisał wiele, zgłębiał różne tematy. Ważną sprawą dla tego filozofa jest fakt że zajął się on twórczością reformatorską jeszcze przed wybuchem rewolucji i poświęcił on tej sprawie karierę adwokata i tym samym szanse na godny byt. Praca pisarza nie pozwoliłaby mu na utrzymanie stałej pozycji finansowej ponieważ społeczeństwo było nasycone filozofią Woltera, Rousseau bądź Monteskiusza, co nie pozwoliło mu na realną karierę pisarską.
W 1784 r. Brissota zamknięto w Bastylii. Był on podejrzany o pisanie treści antydworskich jednak za sprawą protekcji pani Genlis, opuścił ją po dwóch miesiącach. Doprowadziła ona do zatrudnienia go w kancelarii księcia orleańskiego. W Bastylii nasz bohater zaznajomił się z problemem handlu niewolnikami i sytuacji murzynów. Ów temat bardzo nim wstrząsnął przez co Brissot postanowił podjąć walkę z tym problemem. Oboje, pani Genlis i książę orleański pozostawali w dość wyraźnej opozycji do dworu królewskiego, wykonywanie przez Brissota różnych usług na rzecz opozycjonistów sprowadziło na filozofa podejrzenia, które doprowadziły do konieczności opuszczenia Paryża i ucieczki do Londynu. Po powrocie wraz z bankierem Claviere pod pozorem rozwoju kolonizacji udali się do Stanów Zjednoczonych aby zapoznać się dogłębnie z ustrojem amerykańskim i kwestią niewolnictwa.
Podróż do Ameryki natchnęła Brisotta silnymi nastrojami rewolucyjnymi. Przyglądał się on tamtejszym politykom między innymi Franklinowi, Waszyngtonowi czy Madisonowi i utwierdził się w słuszności systemu demokratycznego. Brissot był zachwycony republikańską Ameryką co odbiło się na jego twórczości. Pisał dzieła o tematyce poznawczej i ideologicznej, krytykującej prawo karne, jednak jego początkowe prace były przepełnione przesadnymi i utopijnymi nastrojami. W 1778 r. na wieść o niepokojach rewolucyjnych we Francji Brissot wrócił do swego kraju gdzie kontynuował swą rewolucyjną pracę twórczą. Wygłaszał wiele przemów na rzecz praw dla Murzynów, zniesienia niewolnictwa, reformy prawa karnego i wolności prasy. Brissot starał się szerzyć idee oświeceniowe w ówczesnej Europie poprzez wydawanie wielu dzieł i czasopism. Nie wahał się też wystąpień w których wyrażał swe radykalne poglądy i wyraźnie potępiał panujący system. Wydał nawet anonimowy tekst w którym przyjął postawę wroga rządów absolutnych, krytykował nieudolne reformy ministra Turgota i wystosował żądania wobec monarchii francuskiej. Do wymienionych przez niego roszczeń należało wprowadzanie podatków jedynie za zgodą ogółu, wpływ ludu na reformy, likwidacja armii na czas pokoju, systematycznie zwoływanie stanów generalnych. Głoszone przez niego racje jak na obecny czas były bardzo radykalne i nowatorskie.
Mówiąc o Brissocie należy poświęcić uwagę jego wielkiemu i niespotykanemu jak na czasy rewolucyjne humanitaryzmowi. Dążył on do reformy prawa karnego na takie które ma poszanowanie dla człowieka. Zwracał uwagę na niesprawiedliwe procesy, a także na istotę kary śmierci. Chciał złagodzenia kar za kradzieże, rezygnując z kar okrutnych i upokarzających i całkowitego odstąpienia od kary jeżeli kradzież była spowodowana brakiem środków do życia. Ostro krytykował system prekapitalistyczny, wprowadzając pogląd prawa naturalnego. Według wyżej wspomnianej zasady, człowiek powinien posiadać tylko to co jest mu niezbędne do życia, gromadzenie bogactwa, według prawa karnego jest przestępstwem. Nie negował jednak własności prywatnej, ale dążył do w miarę równego jej podziału. Brissot wydał dzieło opisujące idealny system karny, w którym podawał rozwiązania na zapobieganie przestępczości, należała do nich między innymi trwałość organów prawnych, świadomość społeczna poprzez rozwój szkolnictwa, budowa organów pożytku publicznego jak szpitale publiczne, bądź zakłady opieki, dążenie do wyeliminowania nędzy i poprawienie skuteczności organów ścigania. Bardzo ważne dla tego filozofa oświecenia było stosowanie kar które nie będą okrutne, okaleczające i umożliwią sprawcy powrót do normalności, po ich odcierpieniu. Poprzez reformę prawa karnego Brissot widział drogę do zmiany formy ustroju. Uwagę warto też poświęcić jednej z rozpraw filozofa zastanawiającej się nad tym czy niewinnie skazanym należy się odszkodowanie, należy pamiętać, że tworzył on swe dzieło w czasie gdy poprzez działalność dążącą do rewolucji skazywanych było coraz więcej osób, w coraz szybszym tempie, a w takich warunkach bardzo łatwo było o pomyłkę powodującą odciśnięcie piętna na życiu człowieka. Przy okazji tych rozważań zawarł twierdzenie, które głosi iż kara śmierci nie powinna być stosowana chociażby dlatego, że jest karą nieodwracalną i przy wykryciu późniejszych błędów w procesie odstąpienie od mylnego wyroku będzie niemożliwe. Całość poglądów, które głosił składa się na sylwetkę tej wielkiej postaci tuż przed wybuchem rewolucji francuskiej, w tym wypadku możemy Brissota nazwać poniekąd jednym z prekursorów dążenia do uwolnienia ludu francuskiego.
Po zwołaniu stanów generalnych w 1789 r. Brissot starał się o wybranie go przedstawicielem Paryża. W tym celu wystosował broszurę głoszącą zasady równości i wolności dla społeczeństwa. Przemilczał jednak swoje dążenia republikańskie ponieważ w początkowych stadiach rewolucji, to monarchia miała być ustrojem panującym, a wszelkie zmiany były zbyt mało posunięte aby rozważać obalenie króla. Pomimo jego wcześniejszej działalności i zawartych w broszurze poglądów nie udało mu się zostać przedstawicielem Paryża podczas stanów generalnych i wziąć udziału w rozprawach nad pierwszą konstytucją francuską.
W tym czasie Brissot rozpoczyna dopiero swą działalność polityczną, głównie zajmuje się wygłaszaniem mów w szeregach lewicy jakobińskiej, mowy jego budziły podziw bogatą argumentacją i nowatorskim spojrzeniem na sytuację. W ówczesnym czasie zaliczano go do bardzo skromnego grona rewolucyjnych demokratów. Jego działalność i poglądy negujące monarchię w latach wczesnej rewolucji zwróciły na niego uwagę całego Paryża i Francji, co zachęciło go do coraz odważniejszego głoszenia poglądów republikańskich. W końcu w 1791 r. mieszkańcy Paryża, czyli głównie mieszczanie dążący do zwiększenia swoich praw wprowadzili go jako deputowanego do Legislatywy.
Brissot, wraz z przyjaciółmi podzielającymi jego poglądy przynależeli do klubu Żyrondystów. Domagali się oni reakcji na spiskującą poza krajem arystokrację francuską, oraz nałożenia większej kontroli na króla, który realnie nie popierał konstytucji. Brissot był zwolennikiem wojny z monarchiami europejskimi, która miałaby szerzyć demokracje i zmusić króla do jasnego określenia swej pozycji. W 1792 r. wybuchła wojna z Austrią, w której inicjacji sam Jean Pierre Brissot miał duży udział, niestety wojna skończyła się klęską, również za sprawą nieudolnego prowadzenia jej przez ministrów z żyrondy.
10 sierpnia 1792 r. podburzony przez jakobinów lud paryski ruszył na Wersal, co doprowadziło do obalenia monarchii i zwołania nowego zgromadzenia – Konwentu Narodowego. Brissot na posła kandydował spoza okręgu paryskiego ponieważ jego polityka wspierała głównie francuską prowincję. W czasie Konwentu Narodowego zmienił się układ sił, żyronda ze skrajnej lewicy stała się prawicą, przeciw nim występowali Jakobini, zwani od tego czasu góralami. Pierwotnie Żyrondyści mieli przewagę nad góralami jednak z czasem przewaga topniała na rzecz tych drugich.
Głównym powodem było popieranie przez Żyrondę bogatego mieszczaństwa i niechęć do mas paryskich, popierali również uwięzienie króla, jednak nie byli pewni co do skazania go na karę śmierci. Konflikt między dwoma partiami mocno się nasilał, charakterystycznym dla niego były liczne wystąpienia przedstawicieli obu partii, jednak wciągnięcie się w wir słownych przepychanek dla żyrondystów było złym posunięciem, ponieważ angażując się w przemowy zapominali o znaczeniu realnych działań, które były niewątpliwie ważne dla partii rządzącej jaką ówcześnie byli. Nieudolność ich rządów, nieumiejętność zachowania zdobyczy rewolucyjnych i działania w niespokojnych czasach oraz brak poparcia Sankiulotów doprowadziły do przejęcia władzy przez górę.
W 1793 r. nastał czas kryzysu dla rewolucji, odnieśli znaczące klęski na frontach wojennych, oraz wybuchło powstanie chłopów w Wandei. Z racji tych wydarzeń góra podjęła radykalną walkę z przeciwnikami rewolucji. W tym samym czasie żyrondyści dążyli do przejęcia władzy poprzez obniżenie znaczenia Sankiulotów. Próba ta zakończyła się porażką i zaważyła ostatecznie na losach Żyrondy. W maju 1793 r. Robespierre nawoływał masy paryskie i wystosował do Konwentu Narodowego żądanie o aresztowanie przywódców partii Brisotta. Pod naciskiem tłumu dwudziestu dwóch deputowanych żyrondystów zostało wykluczonych z Konwentu. Na skutek wydalenia żyronda odwołała się oni do prowincjonalnej ludności francuskiej, co zostało odebrane za działania kontrrewolucyjne i doprowadziło do uznania ich za zdrajców. Część partii złapano podczas próby ucieczki i skazano na śmierć, część popełniła lub usiłowała popełnić samobójstwo. Sam Brissot próbował zbiec, jednak zatrzymano go w Moulins jako podejrzanego i pomimo fałszywych papierów przyznał się do swojej tożsamości. Odesłano go do Paryskiego więzienia gdzie znajdowało się już wielu jego przyjaciół. Został postawiony przed Trybunałem i oskarżony o zdradę rewolucji oraz szpiegostwo na rzecz Anglii. Jedynym dowodem na postawione mu zarzuty było publiczne głoszenie prawdziwości jego przewinień przez masy paryskie i przeciwnych mu polityków.
Przeciw żyrondystom wysnuto wiele oskarżeń o czyny które nigdy nie były przez nich popełniane, a wręcz absurdalne i zupełnie sprzeczne z faktami. W czasie procesów żyrondystów, świadkami byli praktycznie sami przeciwnicy, którzy wysnuli do trybunału list mówiący, że sprawne wypowiedzi oskarżonych podburzają salę. W wyniku tego zapadła decyzja o tym że po trzech dniach jury mogło już podjąć decyzję o wyroku co uniemożliwiło obronę Żyrondystom. Na skutek tego wielu z nich popełniło samobójstwo, a Brissot postanowił przyjąć śmierć ze strony gilotyny.
31 października 1793 r. Jacques Pierre Brissot de Werwille został zgilotynowany w Paryżu.

## w literaturze
Brissot jest jednym z głównych bohaterów powieści Jakobini Teodora Jeske-Choińskiego.